# 贡家台站
贡家台站是位于河北省深州市前磨头镇贡家台村的一个铁路车站，邮政编码052871。车站建于1940年，有石德铁路经过该站，现仅办理货运，不办理客运业务，车站及其上下行区间均已电气化。车站距离石家庄站110公里，隶属北京铁路局，是四等站。